# Almería (tartomány)
Almería tartomány (spanyolul provincia de Almería) egy tartomány Spanyolországban, Andalúziában. Lakosainak száma 763 030 fő (2024).  Székhelye Almería város.
A tartomány egyik jelképe a Vélez-Blanco községben talált több ezer éves sziklarajzon látható emberalak, amely az Indalo nevet kapta.
A tartomány Andalúzia autonóm közösség közigazgatási egysége, viszont vannak elképzelések egy különálló Granada autonóm közösségről, amely Granada, Almería és Málaga tartományokat foglalná magába, viszont az elképzelés eddig még nem kapott elég visszhangot.

## Földrajz

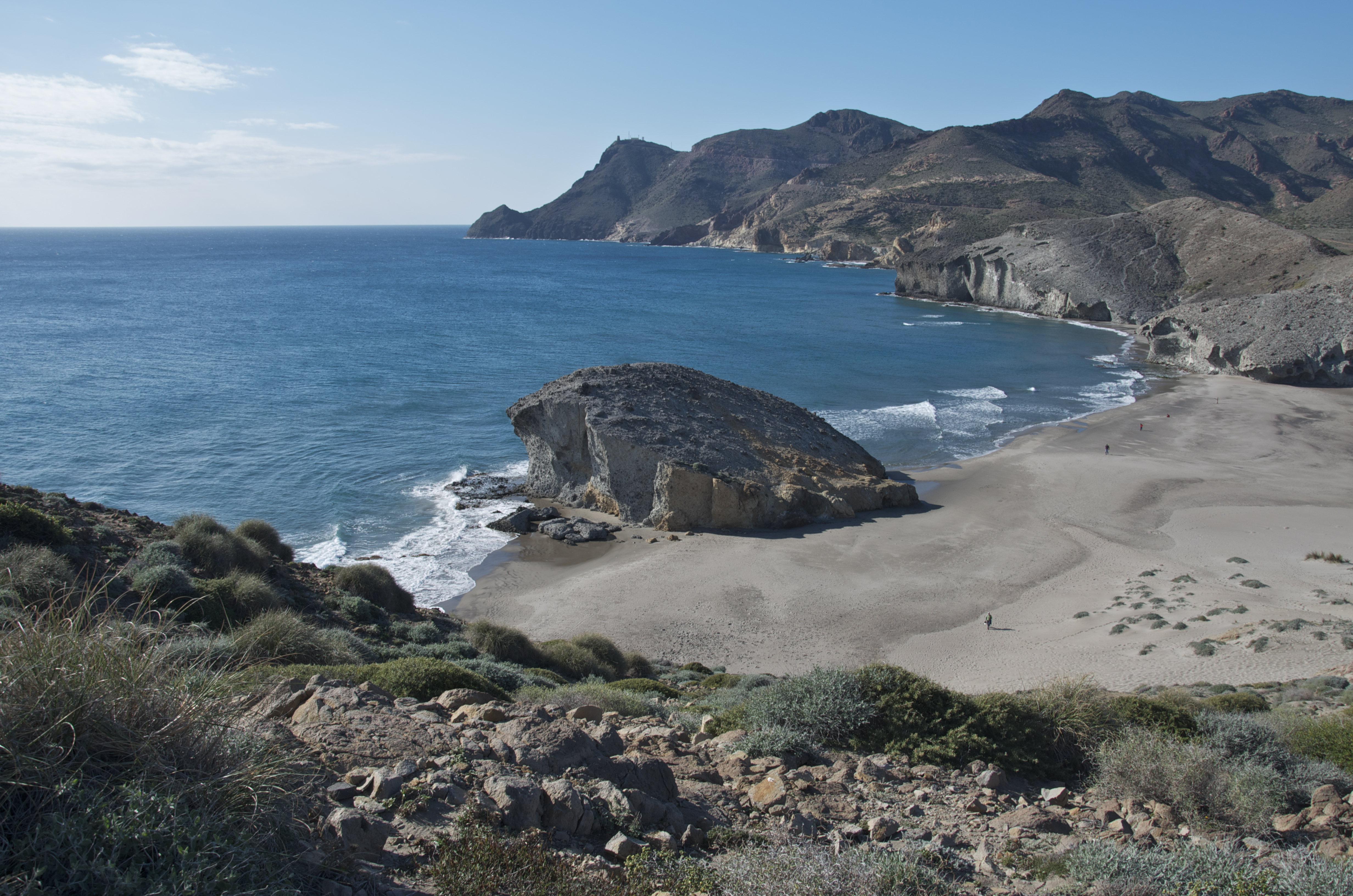
Vulkanikus hegyek és egy természetes strand a Cabo de Gata-Níjar Natúrparkban

Északkeleten Murcia autonóm közösséggel (tartománnyal), keleten és délen a Földközi-tengerrel, nyugaton Granada tartománnyal (Andalúzia)  határos.
Területe 8774 km². Fő folyói az Almanzora és az Andarax. Legmagasabb pontja a 2609 m-es Chullo a Sierra Nevadában. 
Éghajlata alapvetően mediterrán, a magasabb hegyekben pedig hegyvidéki.

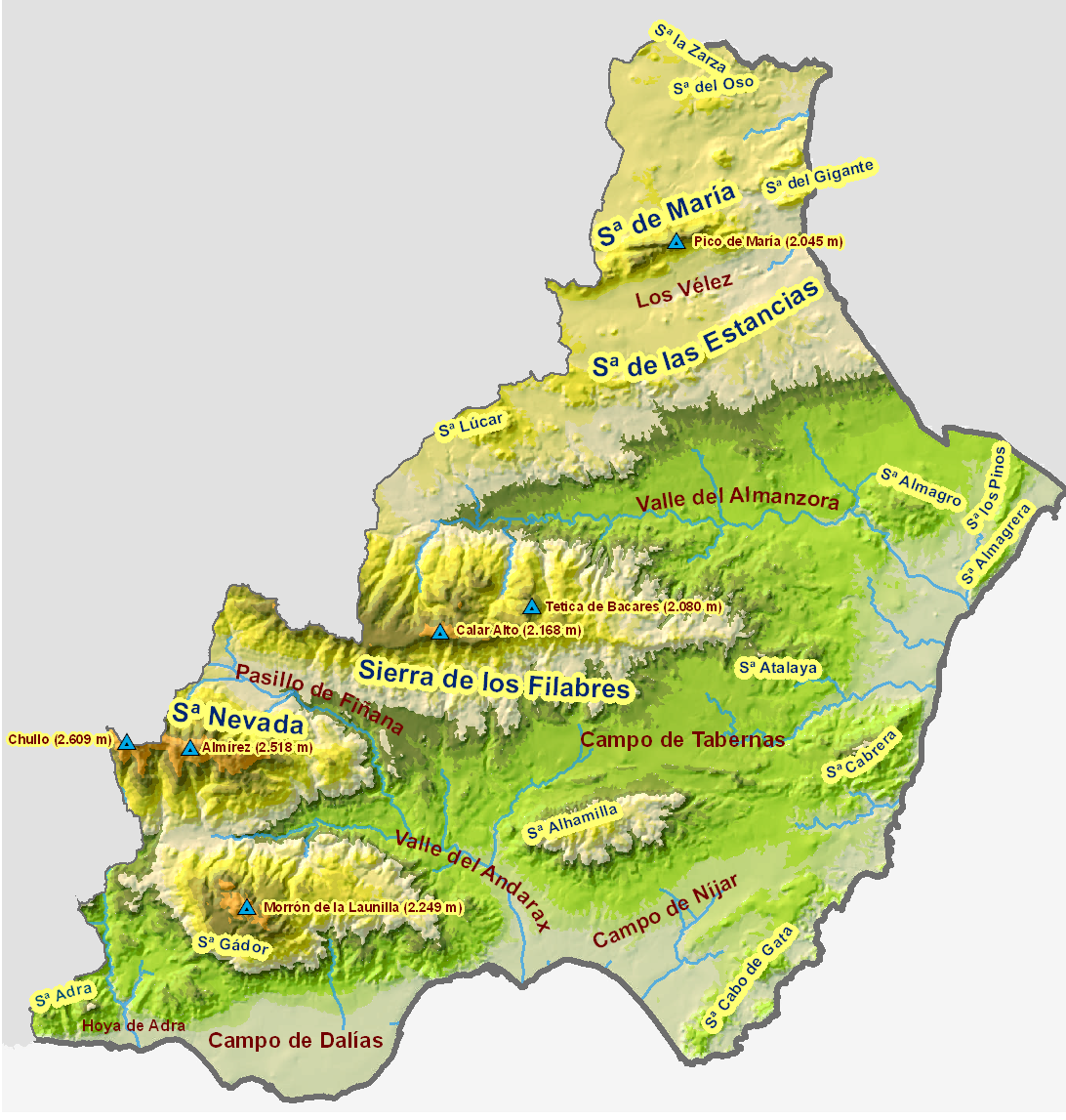
Domborzati térkép
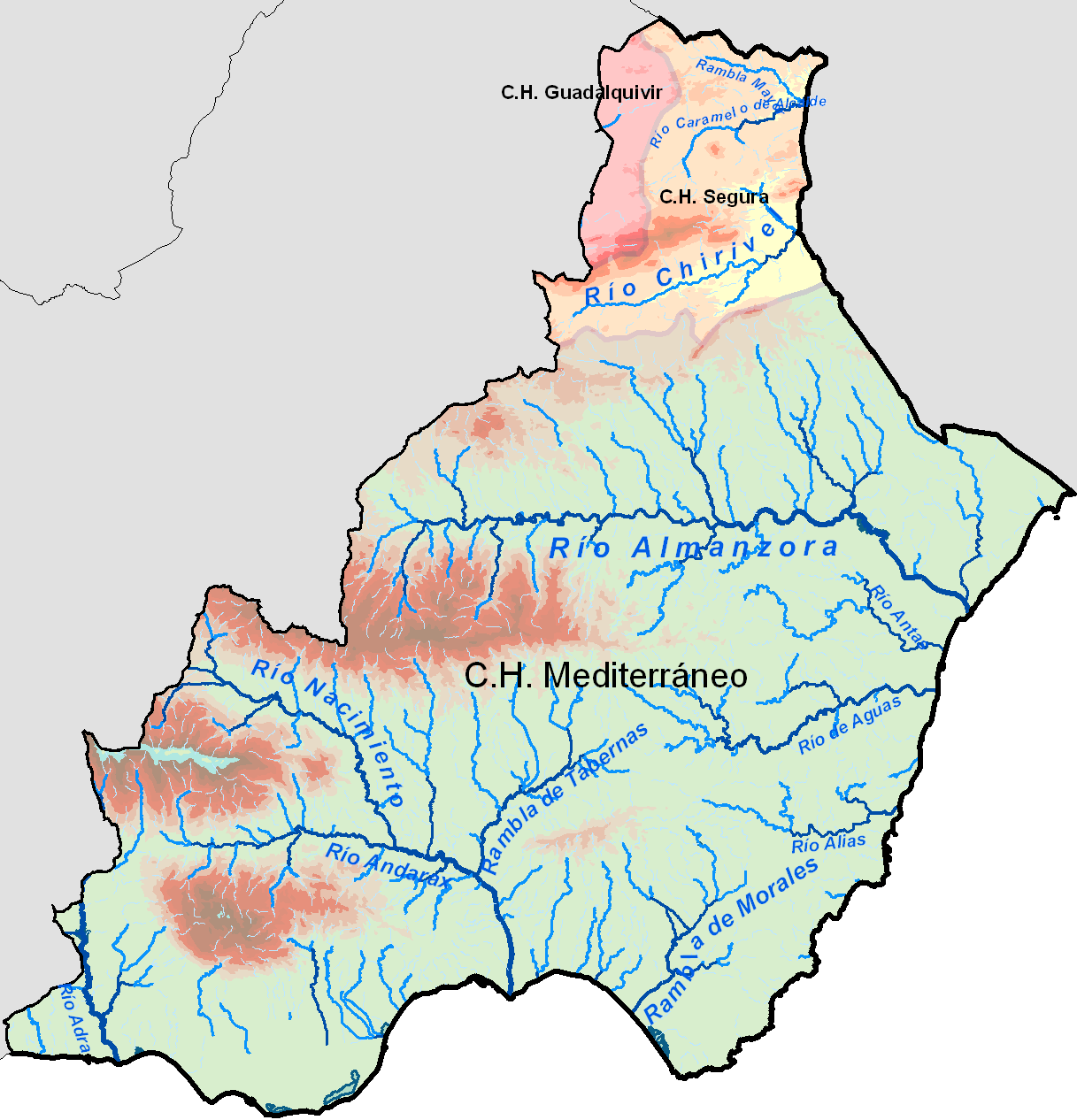
Folyók

## Járások
A tartomány hét járásra (comarca) oszlik.
| Név                            | Spanyol név                        | Községek száma | Népesség (fő, 2022) | Terület (km²) | Népsűrűség (fő/km²) | Székhely          |
| ------------------------------ | ---------------------------------- | -------------- | ------------------- | ------------- | ------------------- | ----------------- |
| Alpujarra Almeriense járás     | Comarca de la Alpujarra Almeriense | 22             | 14.605              | 814,45        | 18                  | Alhama de Almería |
| Los Filabres – Tabernas járás  | Comarca de Los Filabres – Tabernas | 18             | 13.973              | 1.468,36      | 10                  | Tabernas          |
| Levante Almeriense járás       | Comarca del Levante Almeriense     | 13             | 104.732             | 1.585,96      | 66                  | Huércal-Overa     |
| Los Vélez járás                | Comarca de los Vélez               | 4              | 11.192              | 1.145,46      | 10                  | Vélez-Rubio       |
| Metropolitana de Almería járás | Comarca Metropolitana de Almería   | 9              | 269.336             | 1.159,15      | 232                 | Almería           |
| Poniente Almeriense járás      | Comarca del Poniente Almeriense    | 10             | 273.221             | 970,51        | 282                 | El Ejido          |
| Valle del Almanzora járás      | Comarca de Valle del Almanzora     | 27             | 53.475              | 1.630,07      | 33                  | Albox             |
| Összesen                       | Összesen                           | 103            | 740.534             | 8.773,96      | 84                  |                   |

## Községek
| - Abla - Abrucena - Adra - Albanchez - Alboloduy - Albox - Alcolea - Alcóntar - Alcudia de Monteagud - Alhabia - Alhama de Almería - Alicún - Almería - Almócita - Alsodux - Antas - Arboleas - Armuña de Almanzora - Bacares - Bayárcal - Bayarque - Beires - Benahadux - Benitagla - Benizalón - Bentarique | - Berja - Bédar - Canjáyar - Cantoria - Carboneras - Castro de Filabres - Chercos - Chirivel - Cóbdar - Cuevas del Almanzora - Dalías - El Ejido - Enix - Felix - Fines - Fiñana - Fondón - Garrucha - Gádor - Gérgal - Huécija - Huércal de Almería - Huércal-Overa - Íllar - Instinción - La Mojonera | - Laroya - Las Tres Villas - Los Gallardos - Lubrín - Lucainena de las Torres - Laujar de Andarax - Líjar - Lúcar - Macael - María - Mojácar - Nacimiento - Níjar - Ohanes - Olula de Castro - Olula del Río - Oria - Padules - Partaloa - Paterna del Río - Pechina - Pulpí - Purchena - Rioja - Roquetas de Mar - Rágol | - Santa Cruz de Marchena - Santa Fe de Mondújar - Senés - Serón - Sierro - Somontín - Sorbas - Suflí - Tabernas - Taberno - Tahal - Terque - Turre - Turrillas - Tíjola - Uleila del Campo - Urrácal - Velefique - Vélez-Blanco - Vélez-Rubio - Vera - Viator - Vícar - Zurgena |